# Front d'Alliberament Nacional (Grècia)
El Front d'Alliberament Nacional (en grec: Εθνικό Απελευθερωτικό Μέτωπο, Ethniko Αpeleftherotiko Metopo, EAM) va ser el principal moviment de la Resistència grega durant l'ocupació de les potències de l'Eix durant la Segona Guerra Mundial. El seu principal impulsor va ser el Partit Comunista de Grècia (KKE), però la seva composició de membres va anar canviant al llarg del període d'ocupació incloent republicans i diversos altres grups d'esquerra. L'EAM es va convertir en el primer veritable moviment social de masses de la història contemporània grega i, fins i tot, va establir el seu propi govern, el Comitè Polític d'Alliberament Nacional, a les àrees que havia alliberat la primavera de 1944. Alhora, des de finals de 1943 en endavant, l'enemistat política entre l'EAM i els grups de resistència rival del centre i la dreta va comportar una guerra civil virtual, que només es va acabar amb la conferència del Líban el maig de 1944.
L'organització va arribar al seu punt àlgid a finals de 1944, quan controlava la major part del país, abans de patir una derrota militar i política catastròfica en els fets coneguts com a Dekemvriana. Això va marcar l'inici del seu declivi gradual i la persecució oberta dels seus membres (acusant-los de prosoviètics i d'haver comès crims contra rivals polítics), comportant finalment l'esclat de la Guerra civil grega.